# Moscow Raceway
El Moscow Raceway és un circuit de curses situat prop de Syčëvo, a l'óblast de Moscou, a uns 80 km a l'oest de Moscou, Rússia.

## Història
Els treballs de construcció de la pista, dissenyada per l'arquitecte alemany Hermann Tilke, van començar a l'octubre del 2008 i després d'un període d'interrupció es van reiniciar el juny del 2010. Van finalitzar a mitjan 2012 i la instal·lació es va inaugurar el 13 de juliol.
Les primeres competicions que s'hi van organitzar van ser les de les World Series by Renault, del 14 al 15 de juliol del 2012; a més, el circuit es va incloure al calendari de la temporada 2012 del Campionat del Món de Superbike, amb un cap de setmana de curses celebrat a l'agost. El 2013, el circuit també va acollir el Campionat Mundial de Turismes i el DTM.

## Traçat
El circuit compta amb un total de 18 configuracions diferents, que van des d'un màxim de 4,070 km fins a un mínim d'1,357 km de longitud. N'hi ha dues de principals, una de 3,955 m de longitud per a curses d'automobilisme i l'altra, de 3,931 km, destinada a les curses de motociclisme.

### Exemples de configuracions

"Grand Prix núm. 1"
"Grand Prix núm. 9"
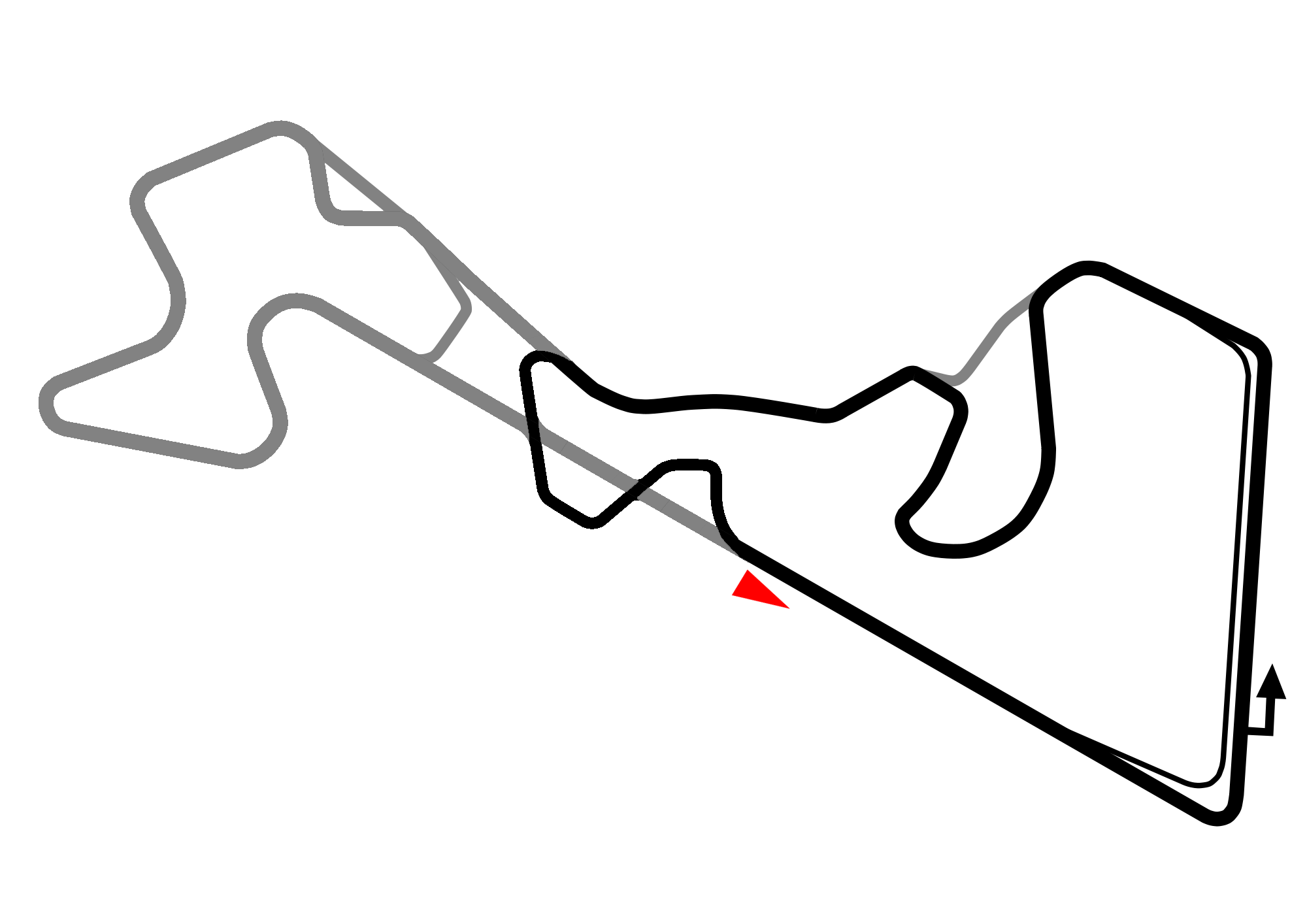
"Sprint núm. 1"
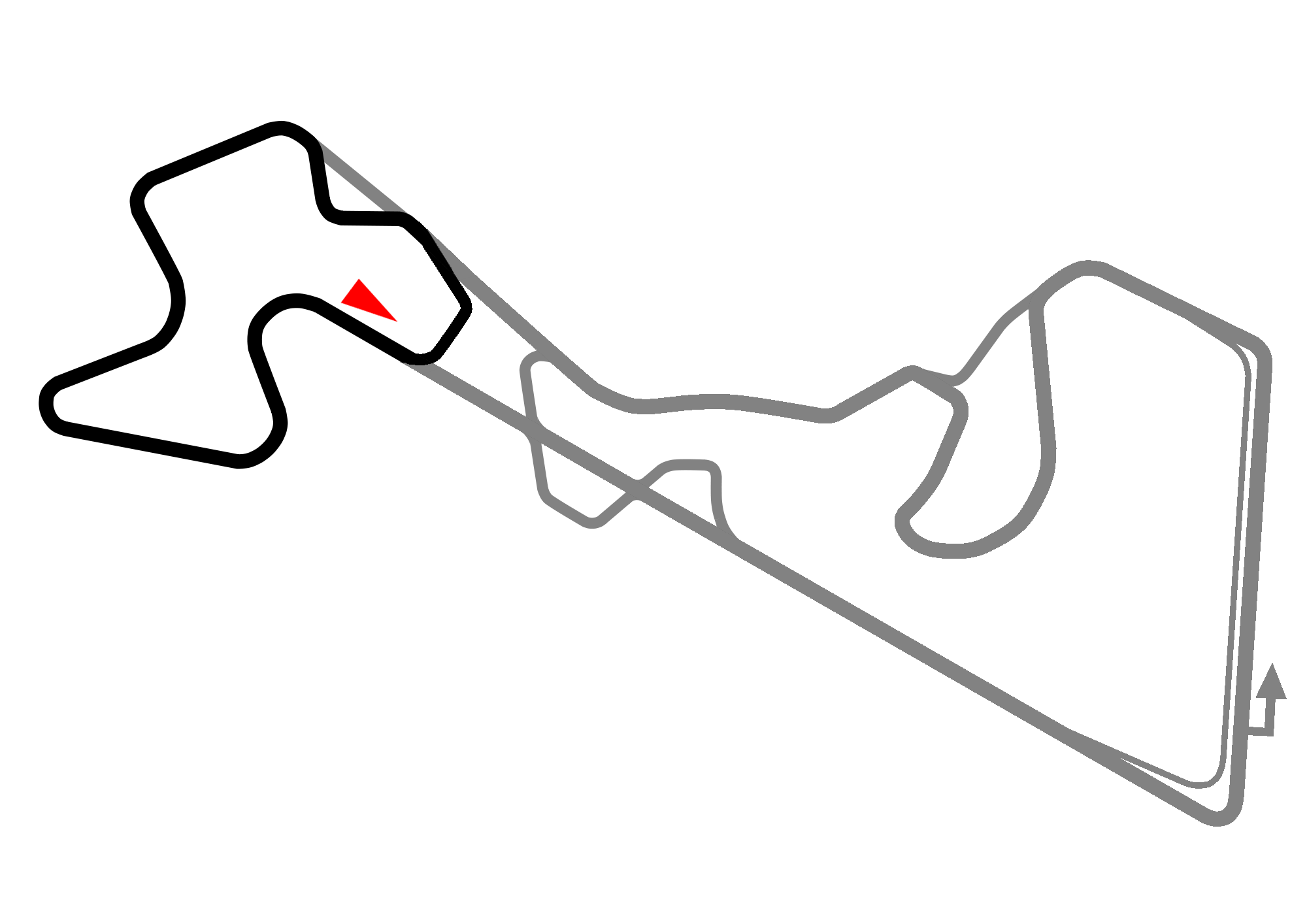
"SuperSprint núm. 1"